# Slanská Huta
Slanská Huta (Hongaars: Szalánchuta) is een Slowaakse gemeente in de regio Košice, en maakt deel uit van het district Košice-okolie.
Slanská Huta telt 203 inwoners.